# Stroupeč (přírodní památka)
Stroupeč je přírodní památka západně od obce Žiželice na východním a severním okraji obce Stroupeč v okrese Louny. Oblast spravuje Agentura ochrany přírody a krajiny ČR. Důvodem ochrany je uchování lokality s výskytem vzácných druhů teplomilného hmyzu, mj. českého endemitu válečka českého (Cylindromorphus bohemicus).

## Popis

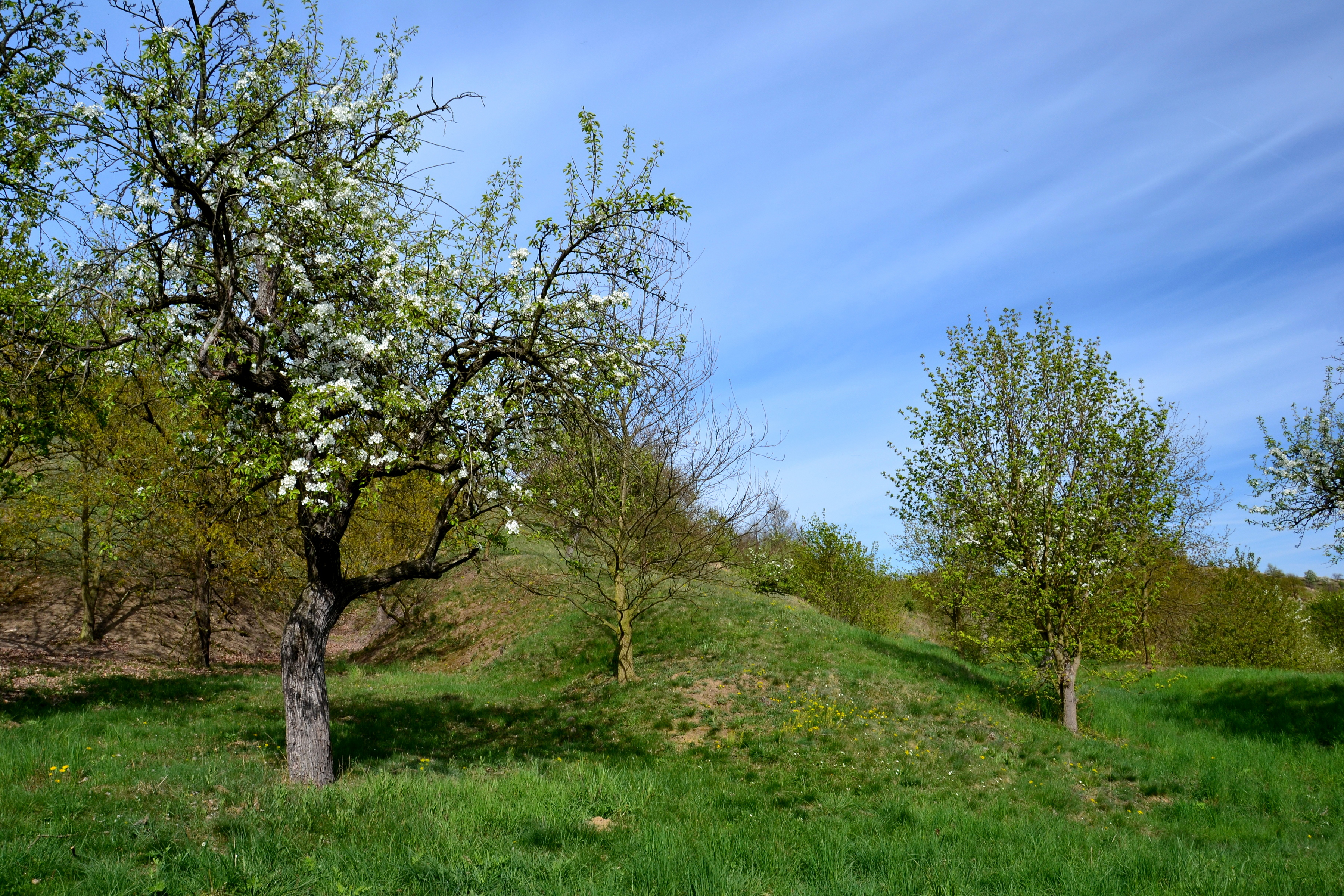
Úpatí svahu v západní části PP Stroupeč

Jižně exponované svahy terasovitých stupňů na okraji údolí Ohře, severně nad obcí Stroupeč, po obou stranách silnice do obce, které dále vedou až nad Stroupeček. Podobný charakter jako přírodní památka Stroupeč mají i přírodní památky Staňkovice a Žatec. Chráněné území je pro veřejnost přístupné jen po cestách.

## Fauna a flóra
Chráněné území bylo vyhlášeno k ochraně vzácných druhů teplomilného hmyzu. Velmi příkré stráně jsou porostlé keři a ojedinělými stromy. Na části území se nachází bývalý sad. V minulosti zde pravděpodobně byly vinice a původní stepní flóra a fauna se udržovala hlavně na mezích. Vzhledem k tomu, že je toto území v současné době víceméně nevyužívané, postupuje zde nálet většinou plevelných dřevin. Geologický podklad tvoří miocenní jíly s vrstvou nadložných písků. Na území se vyskytuje celá řada vzácných a chráněných rostlin a na tuto vegetaci jsou vázány i vzácné druhy hmyzu. Území je obdobou stepních areálů jižní Moravy (Čejč, Mutěnice, Pouzdřany). Byla zde nalezena celá řada vzácných druhů brouků nosatců, mandelinek, krasců, střevlíků, vrubounů a dalších.